# Apogonia variiceps
Apogonia variiceps är en skalbaggsart som beskrevs av Moser 1913. Apogonia variiceps ingår i släktet Apogonia och familjen Melolonthidae. Inga underarter finns listade i Catalogue of Life.